# Johnstown, Colorado
Johnstown är en stad (town) i Larimer County, och  Weld County, i delstaten Colorado, USA. Enligt United States Census Bureau har staden en folkmängd på 10 119 invånare (2011) och en landarea på 35 km².